# Repressió
La repressió és el trasllat involuntari de desitjos o records a l'inconscient per tal que no afectin a l'acceptació social o a l'autoconcepte de l'individu, especialment des del punt de vista moral. La repressió comença des de la socialització més primerenca, ja que l'infant aprèn que certes conductes no són acceptables i les reprimeix per evitar un càstig o aconseguir un premi dels adults. Allò reprimit pot aflorar a la superfície amb els somnis i fantasies o degenerar en una malaltia mental, com va ressaltar Freud.